# 外气
外气是气功传授者声称自己能够发出的一种看不见、摸不着的“物质”，或者“场”。

## 施法運作
这些气功大师们通常声称外气能够意念移物(西方称“Psychokinesis”)，包括“治肿瘤”，或者治其他病。更离奇的是，大兴安岭火灾期间，有气功大师声称在成百上千公里外用外气帮助降雨灭火。

## 類似論說
道教中符箓、雷法等与现代气功外气作用非常相似。中医中也有布气疗法一说。

## 外部連結
- “外气”质疑_气功讨论_气功_科学无神论
- “外气”释疑－就王水“‘外气’质疑”一文谈我见-江湖新闻-气功网